# Linnanniemi
Linnanniemi ou  Keskusta I est l'un des quatre quartiers du centre-ville d'Hämeenlinna en Finlande,.

## Présentation
Linnanniemi est situé sur les rives de Vanajavesi dans la partie orientale du centre-ville.
La rue Lukiokatu, l'une des artères principales du centre-ville, traverse le quartier et elle est bordée par le Château du Häme, le Musée de la prison et le Musée Militaria.
Linnanniemi est bordé à l'est par les quartiers de Koilliskulma, Hämeensaari et Saaristenmäki, et à l'ouest et au nord par Myllymäki, Kauriala, Ojoinen, Puistonmäki, Sairio et Keinusaari.